# Gustav Hartlaub
Gustav Hartlaub (8. listopadu 1814 – 29. listopadu 1900) byl německý lékař a ornitolog.
Hartlaub se narodil v Brémách. Nejprve studoval v Bonnu a Berlíně, následně absolvoval studium medicíny v Göttingenu. V roce 1840 se začal zabývat sběrem a studiem exotického ptactva, přičemž ornitologické sbírky daroval Přírodovědnému muzeu v Brémách. Řadu druhů vědecky popsal vůbec poprvé. V roce 1852 založil společně s německým ornitologem Jeanem Cabanisem nový vědecký časopis Journal für Ornithologie a společně s Otto Finschem zpracoval monografii Beitrag zur Fauna Centralpolynesiens: Ornithologie der Viti-, Samoa und Tonga- Inseln (Příspěvek k fauně střední Polynésie: Ornitologie ostrovů Viti, Samoa a Tonga). Toto dílo z roku 1867, doplněné o ručně kolorované litografie, se zakládalo na ptačích vzorcích, jež získal Eduard Heinrich Graeffe pro Godeffroyovo muzeum v Hamburku.
Hartlaubovo jméno nese řada ptačích druhů, včetně dropa bělouchého (Lissotis hartlaubii), turaka keňského (Tauraco hartlaubi), pižmovky konžské (Pteronetta hartlaubii) nebo racka kapského (Chroicocephalus hartlaubii).